# Dasyuris pluviata
Dasyuris pluviata är en fjärilsart som beskrevs av Hudson 1928. Dasyuris pluviata ingår i släktet Dasyuris och familjen mätare. Inga underarter finns listade i Catalogue of Life.